# Krzysztof Kędra
Krzysztof Kędra (ur. 1970 w Zabrzu) – polski piłkarz ręczny, występujący na pozycji skrzydłowego.

## Życiorys
Pochodzi z dzielnicy Zaborze. W wieku dziewięciu lat został juniorem Pogoni Zabrze, a jego pierwszym trenerem był Stanisław Kopka. W 1989 roku zdobył z Pogonią mistrzostwo Polski juniorów. W roku 1990 został wcielony do pierwszej drużyny Pogoni. W sezonie 1989/1990 pod wodzą Tadeusza Szymczyka zdobył z klubem mistrzostwo Polski. W sezonie 1999/2000 klub Kędry spadł z ekstraklasy. W sezonie 2001/2002 zabrzański klub, wówczas funkcjonujący jako MOSiR, uzyskał awans do ekstraklasy. Po kolejnym spadku MOSiR w sezonie 2004/2005 Kędra opuścił klub i związał się z Viretem Zawiercie. W zawierciańskim klubie Kędra występował do 2006 roku.
Żonaty, ma dwóch synów.